# Woodlake (Virginia)
Woodlake es un lugar designado por el censo situado en el condado de Chesterfield, Virginia  (Estados Unidos). Según el censo de 2010 tenía una población de 7.319 habitantes.

## Demografía
Según el censo de 2010, Woodlake tenía una población en la que el 87,9% eran blancos; el 6,9% afroamericanos; el 0,2% eran indios americanos y nativos de Alaska; el 2,3% eran asiáticos; el 0,0% hawaianos y otros isleños del Pacífico; el 0,6% de otra raza, y el 2,1% a partir de dos o más razas. El 3,0% del total de la población eran hispanos o latinos de cualquier raza.